# Motoraufladung
Die Motoraufladung ist ein Verfahren, bei dem die Leistung oder die Effizienz von Verbrennungsmotoren durch Zuführen von Luft mit erhöhtem Druck gesteigert wird. Durch den höheren Druck wird der Füllungsgrad verbessert, so dass mehr Luft für die Verbrennung von Kraftstoff zur Verfügung steht, was die pro Arbeitstakt geleistete Arbeit erhöht. Die Ansaugarbeit kann so in Nutzarbeit verwandelt werden.
Der Druck der vom Motor angesaugten Luft kann durch Strömungsschwingungen, Gebläse, Turbolader und Kompressoren erhöht werden. Durch die höheren thermischen und mechanischen Belastungen des Motors sind diesem Verfahren materialtechnische und konstruktive Grenzen gesetzt. Aufgeladene Motoren haben in der Regel einen geringeren spezifischen Verbrauch als Saugmotoren gleicher Leistung.

## Leistungssteigerung durch Aufladung
Die Aufladung ist eine Möglichkeit, die Motorleistung zu steigern. Wie aus der Formel ersichtlich, vergrößert die Anhebung des indizierten Mitteldruckes {\displaystyle p_{i}} die indizierte Leistung {\displaystyle P_{i}}.
Für die indizierte Motorleistung gilt:
{\displaystyle P_{i}=p_{i}\cdot V_{h}\cdot z\cdot n\cdot i}
mit
{\displaystyle P_{i}} = innere Motorleistung
{\displaystyle p_{i}} = indizierter Mitteldruck
{\displaystyle V_{h}} = Hubraum pro Zylinder
{\displaystyle z} = Zylinderanzahl
{\displaystyle n} = Drehzahl
{\displaystyle i} = Arbeitszyklen pro Umdrehung (also Zweitaktmotor 1 und Viertaktmotor 0,5)
Die anderen Variablen {\displaystyle V_{h}}, {\displaystyle z}, {\displaystyle n} und {\displaystyle i} tragen ebenfalls zur Leistungssteigerung bei und werden entsprechend dem Anwendungsfall und der speziellen Grenzen verwirklicht.
Eine Leistungssteigerung durch Anheben der Drehzahl {\displaystyle n} ist praktisch nur bis zu einer gewissen Grenze durchführbar.
Der absolute Ladedruck beträgt bei vielen PKW je nach Drehzahl und gefordertem Drehmoment zwischen 1,2 bis 2,4 bar, bei Großdieselmotor bis zu 4 bar.

## Systematik

### Nach Einsatzgebieten
Typische Anwendungen von Ladern:
- Schiffsdieselmotoren (Viertakt- und Zweitakt-Dieselmotor), auch in Blockheizkraftwerken
- Lkw- und Pkw-Dieselmotoren: Turbodiesel
- Flugmotoren
- Stromaggregate: Klein-Generatoren + Großanlagen zur (Not)Stromversorgung
- Pkw-Ottomotoren (auch Motorsport)
- Gegenkolbenmotoren
- Motoren in stationären Anlagen und Spezialfahrzeugen, bei denen eine hohe Leistungsreserve erforderlich ist.

### Nach dem Verfahren der Verdichtung
Zur Verdichtung der Frischluft für einen Motor sind unterschiedliche Verfahren bekannt:
- Resonanz-Aufladung (optimiert für bestimmte Drehzahl): ideal mit konstanter Generator-Drehzahl für Stromaggregate, Blockheizkraftwerke etc.
- Dynamische Gasverdichter: Turboverdichter, speziell Abgasturbolader
- Gebläse: Die Luft wird angesaugt und ohne innere Verdichtung auf die Seite mit höherem Druck transportiert: Roots-Gebläse
- Verdrängermaschinen: Innerhalb des Verdichters führt eine Volumenabnahme zur Verdichtung des Gases wie bei Kolbenkompressoren, Flügelzellen-Ladern, Scroll- und Schraubenverdichtern und dem Ro-Lader von Wankel. Vorteile dieser Maschinen sind geringere Geräuschentwicklung und hoher isentroper Wirkungsgrad.

Wichtig ist stets auch Ladeluftkühlung für hohen Wirkungsgrad.

## Laderarten

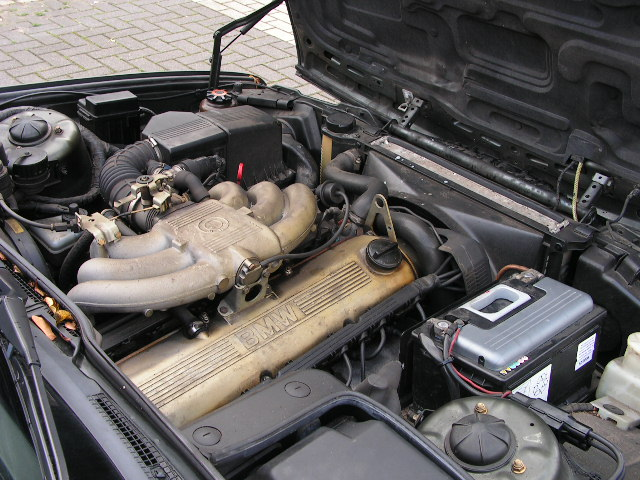
BMW M20-Motor mit Ansaugrohrbrücke für Resonanz- bzw. Schwingrohraufladung

Lader werden nach ihren Wirkprinzipien unterschieden. Die am häufigsten verwendeten sind Abgasturbolader, mechanische Lader und Druckwellenlader. Mechanische Lader werden meist direkt vom aufgeladenen Motor durch Getriebe oder Riemen angetrieben, in manchen Fällen verfügen die Lader über einen eigenen Antrieb, wie zum Beispiel einen Elektromotor (Fremdaufladung).
Im weiteren Sinne gehört dazu auch die sogenannte dynamische Aufladung (Resonanzaufladung), bei der durch besonders gestaltete Ansaug- und Abgasrohre die Gasschwingungen bei bestimmten Drehzahlen durch Resonanz verstärkt werden, wodurch der Gaswechsel im Zylinder verbessert wird. Das Resonanzprinzip kann mit anderen Laderarten kombiniert werden.

### Abgasturbolader (ATL)
Die heute wichtigste Laderart ist der Abgasturbolader, bei dem eine Abgasturbine mit hoher Drehzahl direkt den über eine Welle fest gekoppelten Turboverdichter antreibt. Die Abgasturbine liegt möglichst nahe am Abgasauslass des Motors direkt im Abgasstrom. Meist direkt daneben liegt der umgekehrt arbeitende Turboverdichter, dessen Verdichterrad die Ladeluft über einen Ladeluftkühler („Intercooler“) in den Ansaugtrakt presst.

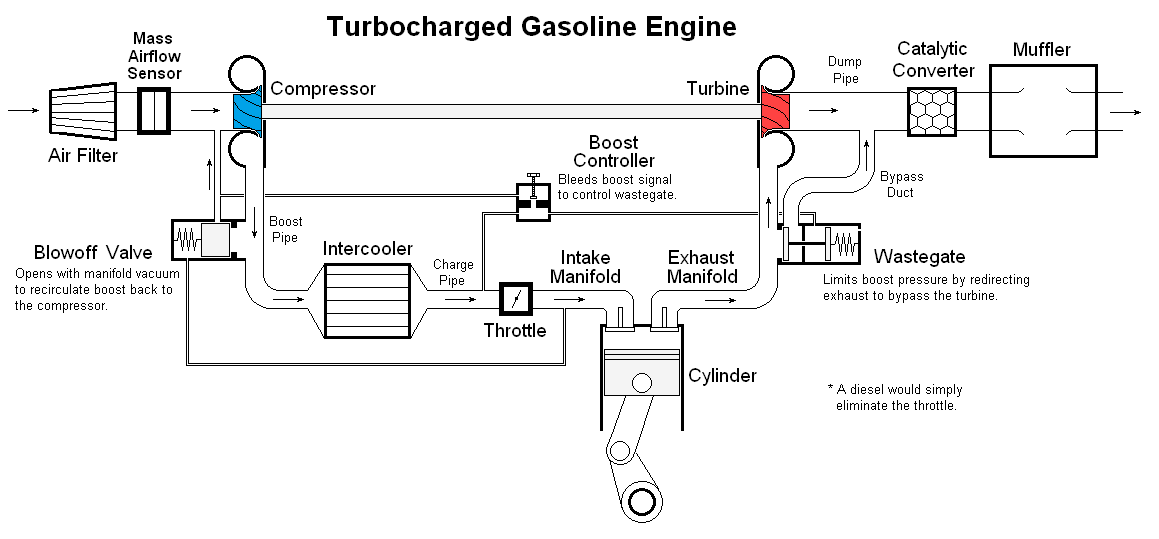
Abgasturbolader (ATL): Anordnung für einen Otto-Motor (für Diesel-Motor ähnlich, ohne Drosselklappe)
Die Welle zwischen Turboverdichter (blau) und Abgasturbine (rot) ist real meist kürzer als hier dargestellt.

Neben der gewünschten Aufladung haben Abgasturbolader den Vorteil, dass sie einen Teil des sonst ungenutzt verpuffenden Restdrucks der Abgase nutzen (typisch 3–5 bar) und als zusätzlichen Leistungsgewinn auf die Kurbelwelle einkoppeln, wenn im Ansaug-Takt der Kolben mit dem Überdruck der Ladeluft angetrieben wird, statt wie beim Saugmotor gegen Unterdruck arbeiten zu müssen.

#### Turboloch
Ein bekannter Nachteil, das sogenannte Turboloch, trat vor allem bei frühen Modellen mit Turboaufladung auf. Das zusätzliche Drehmoment stand erst ab einer bestimmten Drehzahl des Laders zur Verfügung. Der Abgasstrom war erst ab einem bestimmten Lastniveau groß genug, um den Lader ausreichend anzutreiben, der dann erst durch den ansteigenden Ladedruck dem Motor ermöglichte, wiederum mehr Abgas für die Turbine zu erzeugen. Der Drehmomentanstieg wurde dadurch verzögert. Dieser Effekt wird bei modernen Maschinen mit elektronischer Ladedruckregelung und Abblaseventilen weitgehend kompensiert.

#### Geschichte und Entwicklung der Abgasturbolader
Abgasturbolader gibt es schon ungefähr seit dem frühen 20. Jahrhundert, wobei sie zunächst für Dieselmotoren zum Einsatz kamen, und insbesondere für große Zweitakt-Dieselmotoren wie Schiffsdieselmotoren zum Standard wurden. Seit den 1990ern wurden Turbolader auch zunehmend für Pkw-Dieselmotoren eingesetzt (Turbodiesel), erst in neuerer Zeit auch für Ottomotoren, deren Abgastemperaturen wesentlich höher sind und deren Drosselklappe zudem das Ansprechverhalten beeinträchtigt.

#### Abgasturbolader für Ottomotoren
Die Turbine in modernen Ottomotoren ist im Betrieb einem bis etwa 1000 °C heißen Abgasstrom ausgesetzt und läuft mit extrem hohen Drehzahlen bis zu 400.000 Umdrehungen je Minute. Dabei soll möglichst wenig Wärme auf den Verdichter übertragen werden. Um bei diesen Drehzahlen die Trägheits- und Fliehkräfte gering zu halten, müssen die Materialien des Laufzeugs sehr leicht, gleichzeitig über einen schnell wechselnden Temperaturbereich von bis zu 1000 °C formbeständig und hochfest sowie die Lagerung fast spielfrei, aber auch leichtgängig sein. Das konnte erst mit der Entwicklung moderner Werkstoffe und Techniken im späten 20. Jahrhundert erfüllt werden.

### Elektrisch angetriebene Kompressoren
Außer den mechanisch angetriebenen Kompressoren werden auch elektrisch angetriebene Kompressoren in verschiedenen Fahrzeugen verwendet oder Abgasturbolader mit Elektromotor unterstützt. Durch den elektrischen Antrieb sind sie abgekoppelt von der Motordrehzahl und vom Abgasmassenstrom.
Zweitakt-Großdieselmotoren haben Hilfsgebläse zum Anfahren (Starten) des Motors, die den Turbolader bei kleiner Last unterstützen, da er bei geringer Abgasmenge zu wenig Druck liefert.
Gelegentlich werden sie bei Pkw-Motoren verwendet, um das „Turboloch“ zu überwinden. Dort werden sie bis zu einer Motordrehzahl von 2000/min betrieben. Der erste Serien-Pkw mit dieser Technik war 2016 der Audi SQ7 mit dem 4-l-TDI-Motor mit einem von Valeo gelieferten Kompressor. Dessen Motor läuft mit 48 Volt Betriebsspannung. Dadurch kann er bis zu 7 kW abgeben.

### Mechanisch angetriebene Kompressoren
„Mechanische Lader“, meist „Kompressor“ genannt (englisch supercharger), werden direkt vom Motor (Kurbelwelle) über Ketten-, Riemen- oder Zahnradgetriebe angetrieben, gegebenenfalls mit zwischengeschalteter Kupplung. Alternativ ist auch Antrieb über einen eigenen Elektromotor möglich (siehe nachfolgend eigener Abschnitt).

#### Drehkolbenlader
Diese nach den Erfindern des Konstruktionsprinzips Roots-Gebläse genannten Lader haben zwei gegenläufige Rotoren, deren zwei oder drei keulenförmige „Flügel“ wechselweise ineinandergreifen. Dabei wird die Luft ähnlich wie bei einer Zahnradpumpe auf der einen Seite angesaugt, von den „Flügeln“ an der inneren Wandung des ovalen Gehäuses entlanggeschoben und auf der Gegenseite herausgedrückt. Die Wellen der beiden Drehkolben sind außerhalb des Gehäuses über Zahnräder verbunden. Die Kolben laufen zueinander und zum Gehäuse berührungsfrei.
Rootslader arbeiten ohne innere Verdichtung. Auf Grund ihrer Wirkungsweise arbeiten sie erst ab einer größeren Luftmenge effektiv und sind daher relativ groß und schwer. Meist werden sie bei mittleren und großen Dieselmotoren eingesetzt. Ihr großer Vorteil gegenüber dem Turbolader ist, dass sie sofort wirken und kein Turboloch entsteht. Außerdem sind sie wegen der niedrigeren Drehzahl, der geringeren thermischen Druckbelastung und wegen des berührungsfreien Laufs wesentlich langlebiger und wirtschaftlicher in der Herstellung.
Rootslader wurden früher häufig bei schweren Lkw (MAN) und bei Mercedes-Rennwagen eingebaut. Anfang der 1920er Jahre galt der Kompressor von Mercedes als Garant für den Sieg bei Autorennen. In der 1924 erstmals erschienenen Ausgabe der Autofachzeitschrift Der Herrenfahrer – Das Blatt vom Auto und anderen Annehmlichkeiten des Lebens schreibt ein „Dr. Ritter“ eine Hymne auf diese Antriebstechnik:

„Der überbeschäftigte Industriekapitän oder Bankmagnat unserer Tage würde es wohl zu gewissen Zeiten als einen Idealzustand ansehen, wenn er weder zu essen, noch zu trinken, noch zu schlafen brauchte. Nahrungsmittel in hochkonzentrierter Form, von allen Schlacken befreit, ihm womöglich während der Arbeit ohne jede manuelle Handlung seinerseits zugeführt, für alle Fälle besonderer geistiger oder körperlicher Hochleistung noch eine Büchse Kraftreserve in der Westentasche, ein Nervenregenerator, der das Empfinden schlaferquickter Jugend in eine sprühende Dusche beliebig oft über ihn ergießt, würden zusammenwirken, um einen Erfolggiganten aus diesem Manne zu machen, wie die Welt ihn noch nicht gesehen hat. Allerdings wäre auch der Rhythmus seines Lebens zerstört. Eben daß die Lebenswelle sich hebt und senkt, daß der Wellenberg von Energie und Leistung mit dem Wellental der Ruhe und des Genusses abwechselt, macht Inhalt und Reiz unseres Lebens aus. […] Dasjenige aber, was es für den Menschen nicht gibt und auch nicht geben soll, das besteht seit einigen Jahren tatsächlich für den Motor. Es ist der Kompressor.“

Die bei den Zweitaktmotoren von Krupp und Commer verwendeten Roots-Spülgebläse sind keine echten Lader. Lancia war der erste Hersteller nach dem Zweiten Weltkrieg, der Roots-Lader in Serien-Pkws einbaute, 1983 bis 1985 in den Volumex-Modellen. Hanomag verbaute in den 1950er und 1960er Jahren Rootsgebläse, sowohl als Spülgebläse bei ihren Zweitakt-Dieselmotoren (z. B. D611 im R12), als auch zur Leistungssteigerung in Viertakt-Dieselmotoren (z. B. D28 LAS im Hanomag L 28). Erst Mitte der 1990er-Jahre baute Mercedes-Benz wieder Kompressormodelle. Eine Weiterentwicklung stellt der Rotationskolbenlader mit einem Flügel- und drei Innenläufern dar.

#### Kolbenladepumpen
DKW entwickelte in den 1930er Jahren für Rennmotorräder einen Zweitakt-Doppelkolbenmotor mit Anlenkpleuel nach dem System von Arnold Zoller. Er hatte Kurbelkastenspülung und Aufladung durch einen weiteren, über ein Exzenter auf der Kurbelwelle angetriebenen Kolben im Kurbelgehäuse. Der Motor wurde stetig weiterentwickelt, DKW experimentierte mit vier verschiedenen Positionen der Ladepumpe. Insbesondere die DKW ULD 250 war Ende der 1930er Jahre durch ihre hohe Leistung bei Motorradrennen anderen Maschinen überlegen.

#### Flügelzellenlader
Sie arbeiten nach dem Prinzip der gleichnamigen Flüssigkeitspumpen bzw. umgekehrt als die sogenannten Luftmotoren in vielen Druckluftwerkzeugen. In einem Gehäuse mit kreisförmigem Querschnitt läuft ein exzentrisch dazu gelagerter Rotor, in dem radial mehrere Flügel aus Kunststoff oder Hartgewebe angeordnet sind. Die Flügel werden in Nuten des Rotors geführt und sind in radialer Richtung verschiebbar. Im Betriebszustand werden sie durch die Fliehkraft, seltener durch Federkraft, mit ihren Außenkanten an die innere Gehäusewandung gedrückt und gleiten auf deren Oberfläche. Dadurch bilden sich zwischen benachbarten Flügeln abgeschlossene Räume, auch Zellen genannt, in denen die Luft befördert wird. Das Gehäuse besitzt je eine Eintritts- und eine Austrittsöffnung. Durch die exzentrische Lagerung werden die Zellen während der Rotation auf der Saugseite zunächst vergrößert, wodurch ein leichter Unterdruck entsteht. In Richtung der Druckseite verkleinern sie sich kontinuierlich wieder bis zur Austrittsöffnung. Dadurch wird die Luft vorkomprimiert in den Ansaugtrakt des Motors geleitet. Durch einfach realisierbare Verstelleinrichtungen kann die Exzentrizität verändert und die Aufladung problemlos angepasst werden. Flügelzellenlader erreichen eine geringere Verdichtungsleistung als Turbo- und Rootslader. Die mögliche Drehzahl ist höher als beim Rootslader, aber durch die Fliehkräfte und Reibung begrenzt. Sie sind klein, leicht und verhältnismäßig günstig zu fertigen. Da sie aber durch die Reibung der Zellenflügel einem erhöhten Verschleiß unterliegen, ist ihre Lebensdauer recht begrenzt. Aufgrund dieser Eigenschaften eignen sie sich vor allem für kleine Ottomotoren in Sportwagen.
Dieser Lader (Wellenantrieb) wurde von BMW bei der Rekordmaschine WR 750 bereits ab 1928 eingesetzt.
In den 1950er bis Anfang der 1960er Jahre wurde er auch zur Leistungssteigerung im VW-Käfer eingebaut (Judson-Kompressor).
Siehe auch: Drehschieberpumpe

#### Spirallader
Das Prinzip dieser Gruppe der Verdrängungslader wurde Anfang des 20. Jahrhunderts von Léon Creux erfunden und in Frankreich und den USA patentiert. Die praktische Anwendung scheiterte jedoch an der komplizierten Fertigung und den Materialanforderungen. Erst in den 1970er Jahren wurde die Idee von Volkswagen wieder aufgegriffen und nach Tests mit einigen hundert Exemplaren und vielen Detailänderungen Mitte der 1980er Jahre in größeren Stückzahlen verwendet. Der Hersteller VW nannte sein in zwei verschiedenen Größen produziertes Modell G-Lader, der im VW Polo G40 sowie im Golf G60, Passat G60 und Corrado verwendet wurde. Der Name bezieht sich auf die Form des Kolbens. Das im Querschnitt runde Gehäuse besteht aus zwei Hälften, in die jeweils zwei spiralförmige Stege eingegossen sind, die, wie der ebenfalls spiralförmige Verdränger, an den Großbuchstaben G erinnern. Die Zahlen 40 und 60 geben die Länge des Gehäuses in Millimetern wieder. Der Verdränger wird von der Kurbelwelle über Riementrieb mit einer Hauptwelle angetrieben und von einer mit Zahnriemen gekoppelten Nebenwelle geführt. Auf beiden Wellen sitzen Exzenter, so dass der Verdränger nicht rotiert, sondern auf einer Kreisbahn umläuft. Die Bewegung des Läufers lässt immer wieder sich ständig verkleinernde Volumina zwischen den Stegen entstehen, in denen die Luft gefördert wird. Die Luft tritt tangential ins Gehäuse ein, wird dort zwischen den Spiralstegen von Gehäuse und Verdränger eingeschlossen und in Richtung Gehäusemitte befördert, von wo sie axial in den Ansaugtrakt strömt.
G-Lader haben wegen der erheblichen Reibung der aufwändigen Dichtelemente und Federn, die zwischen den Stirnseiten von Verdränger und Gehäuse angeordnet sind, eine geringe Lebensdauer, wenn die betreffenden Verschleißteile nicht turnusmäßig kontrolliert und ausgetauscht werden. Wegen der schwierigen Herstellung und der hohen Reparatur- und Austauschkosten konnten sie sich nicht durchsetzen. VW stellte die Fertigung Anfang der 1990er ein.
2007 griff Handtmann dieses Prinzip wieder auf und entwickelte den Handtmannspirallader (HSL). Der wesentliche Unterschied zum G-Lader liegt in der einspiraligen Ausführung, wogegen der Verdrängerkolgen G-Lader zwei spiralig war.

#### Schleuderlader oder Radialverdichter
Ein Schleuderlader (auch Radialverdichter oder Zentrifugalkompressor genannt) verdichtet die Luft mit schnell rotierenden Schaufelrädern, in denen die Luft in durch die Fliehkraft radial nach außen beschleunigt wird, was zur gewünschten Verdichtung führt. Andere Bauformen hatten auch sternförmig angeordnete Rohre. Der Schleuderlader wird über Keil-, Zahnriemen, Zahnräder oder Wellen vom Motor angetrieben. Schleuderlader gab es bei Flugmotoren und Schiffsdieseln. Teilweise findet sich dieses Prinzip heute noch in Nachrüstteilen zum Tuning von Pkws. Durch den direkten Antrieb ist kein Kontakt mit heißem Abgas nötig. Die Verrohrung und der Anbau eines Schleuderladers vereinfacht sich entsprechend. Bei Motoren, deren Drehzahl stark variiert, kommt einer der Nachteile dieser Form der Aufladung zum Tragen, da mit der Drehzahl des Laders, die der Motordrehzahl proportional ist, die geförderte Luftmenge nicht in proportionalem Maße ansteigt. Einige Flugmotoren mit Radialverdichter hatten schaltbare Getriebe, um Luftmenge und Ladedruck für den Betriebsbereich des Motors besser anpassen zu können.

### Comprexlader oder Druckwellenlader (DWL)
Die auch als Comprexlader (von Compression/Expansion) oder DWL (Druckwellenlader) bekannte Konstruktion nutzt die Energie der heißen Abgase (Expansion) im Unterschied zum Turbolader direkt zur Verdichtung (Kompression) der Ansaugluft. Der Rotor ist als Zellenrad ausgebildet (ähnlich der Trommel eines Trommelrevolvers) und wird vom Luft- und Gasgehäuse mit einem gemeinsamen Mantel umschlossen. An den gegenüberliegenden Stirnseiten sind je zwei Luft- oder Abgasöffnungen in Form von Kreissegmenten. Wenn die gerade mit Luft gefüllten Zellen vor die Abgaseinlassöffnung (vom Motor kommend) gedreht werden, wird die Luft vom heißen, unter Druck stehenden Gas in Richtung der gegenüberliegenden Seite gedrückt. Beim Weiterdrehen des Rotors erreichen die Zellen die Öffnung der Ladeluftleitung, die verdichtete Luft strömt in den Motor. Bevor auch das Abgas die Öffnung erreicht, haben die Zellen die Ladeluftleitung bereits passiert und sind verschlossen. Das unter Druck stehende Abgas entweicht nach weiterer Drehung in die kurz danach freigegebene Auspuffleitung. Dadurch entsteht ein Unterdruck, der Frischluft aus der inzwischen erreichten Ansaugleitung nachsaugt. Obwohl Luft und Abgas in direkten Kontakt miteinander kommen, vermischen sie sich nur in einer schmalen Zone der Zellen. Da im Unterschied zum Turbolader ein Gaswechsel in den Zellen stattfindet, ist die Synchronisation des Zellrads mit der Motordrehzahl erforderlich. Daher wird das Zellenrad entweder von der Kurbelwelle über Zahn- oder Keilriemen oder von einem drehzahlgeregelten Elektromotor angetrieben. Die von der Gasdynamik bewirkten kurzen Druckspitzen können von kugelförmigen Erweiterungen der Lufteinlass- und Gasauslassleitungen, den sogenannten Aufnehmern, ausgeglichen werden.

#### Vorteile der Druckwellenaufladung
- Hoher Ladedruck bei niedrigen Drehzahlen (auch im unteren Drehzahlbereich verfügbar; somit eine hohe Elastizität)
- Sehr schnelles Ansprechverhalten (keine Turbinenbeschleunigung erforderlich)
- Ermöglicht bei reduziertem Hubraum einen hohen Anteil an Saugvolllast und damit guten Wirkungsgraden.
- Auch bei sehr kleinen Ottomotoren (weniger als 1 Liter Hubraum) einsetzbar.

Da im Zellenrad die Energie direkt vom Abgas auf das frische Gas übergeht, steht der Ladedruck bei Lasterhöhung fast verzögerungsfrei bereit und ist auch bei niedrigen Drehzahlen mit kleineren Abgasgeschwindigkeiten verfügbar. Bei einem Turbolader muss die Energie des Abgases zunächst das Laufzeug (Turbinen- und Verdichterrad) beschleunigen, bevor sich Ladedruck aufbaut („Turboloch“).

#### Nachteile der Druckwellenaufladung
- Die aktuellen Abgasvorschriften sind nur mit großem Aufwand zu erfüllen (Vermischung von Abgas mit Frischgas sowie leichte Resonanzprobleme des Abgas, daher Rußen).
- Hohe Kosten, großer Bauraumbedarf
- reagiert empfindlich auf Differenzdruck zwischen Ansaug- und Abgasseite (Luftfilter, Dieselkatalysator, Rußpartikelfilter).
- Ladedruck fällt bei hohen Drehzahlen ab.
- Erst im Verlauf der Warmlaufphase verfügbar (Gefahr, dass Abgas in das Ansaugsystem gelangt).

Das Material des Läufers wird thermisch und mechanisch stark belastet (Temperatur- und Druckwechsel mit hoher Frequenz). Dichtung und Lagerung sind aufwendig. Bei schlechter Synchronisation mit der Motordrehzahl fällt die Leistung stark ab.

#### Anwendung der Druckwellenaufladung in Fahrzeugmotoren
Der Twingo Smile von Greenpeace 1996 hatte einen Druckwellenlader, so wie der Mazda 626 Diesel.
Vom Opel Senator A2 wurden bei Irmscher Automobilbau 1.709 Exemplare mit einem 2,3 Liter Comprex-Diesel Motor gebaut.

### Abgasladepumpe
Im Jahr 2014 wurde ein neuartiges Abgasaufladesystem mit der Bezeichnung Abgasladepumpe veröffentlicht. Die Abgasladepumpe ist eine Membranpumpe, die durch Abgasdruckpulsationen, die beim Öffnen von Auslassventilen bzw. Auslassschlitzen im Abgastrakt entstehen, angetrieben wird und mit dieser Energie Frischgas vorverdichtet. Physikalisch beruht die Wirkungsweise der Abgasladepumpe auf der Stoßwellenaufladung. Die Abgasladepumpe taktet mit ihrer Pumpfrequenz proportional zur Zündfrequenz des Motors. Durch das geometrisch vorgegebene Pumpvolumen ist der maximale Luftaufwand pro Arbeitsspiel festgelegt. Somit arbeitet die Abgasladepumpe als passiv angetriebene Pumpe selbst regelnd und es werden keine aktiven Druckregelmechanismen wie s.g. Wastegates benötigt. Systembedingt ist die Abgasladepumpe besonders auch für Einzylindermotoren und kleine Einzelhubräume geeignet. Die Abgasladepumpe bedarf keiner mechanischen Kopplung mit dem Motor, sondern ist mit diesem ausschließlich über eine Abgasstichleitung und eine Druckspeicherleitung für das vorkomprimierte Frischgas verbunden. Die Abgasstichleitung, in der Abgas lediglich hin und her geschoben wird, sorgt für eine weitgehende thermische Isolierung der Abgasladepumpe vom heißen Motorabgas, so dass die Temperaturen in der Abgasladepumpe unter 100 °C liegen.
Mit der Aufladung durch die Abgasladepumpe werden bei Serien-Pkws Leistungssteigerungen um 70 bis 160 Prozent erreicht.

### Resonanzaufladung
Bei diesem Verfahren wird die Aufladung nicht durch ein eigenständiges Laderaggregat erreicht, sondern durch Nutzung der kinetischen Energie der im Ansaugtrakt strömenden Luft und der Schwingungen der Gas-Säule, die durch die diskontinuierliche Strömung angeregt werden. Die maximal erreichbare Steigerung des Drehmoments ist wesentlich geringer als bei einer Aufladung durch Verdichter und es ist eine spezielle Konstruktion des Saugrohres notwendig. Verglichen mit Gebläseaufladung kann aber mit relativ wenig konstruktivem Zusatzaufwand eine Leistungssteigerung erzielt werden.
Einfache Konstruktionen saugen die Luft durch ein Rohr an, dessen Länge so bemessen ist, dass sich die im Rohr nachströmende Luft in dem Moment am Einlassventil zu stauen beginnt, in dem das Ventil öffnet. Die kinetische Energie der Luft wird so für eine Verbesserung des Füllungsgrades genutzt. Der Ladeeffekt wirkt jedoch nur in einem relativ schmalen Drehzahlband, und die Höchstleistung ist durch den Drosseleffekt des längeren Ansaugrohres begrenzt.
Durch Ändern der Länge des Ansaugrohres kann die Aufladung in einem breiteren Drehzahlbereich erreicht werden, wobei auch die Drosselung des Motors bei hohen Drehzahlen verringert wird. Die Länge wird dabei entweder kontinuierlich oder durch Klappen verändert (Schaltsaugrohr). Im unteren Drehzahlbereich strömt die Luft durch den langen Ansaugweg. Die kurzen Saugwege sind durch die Klappen oder durch Drehschieber verschlossen. Bei hohen Drehzahlen werden die Klappen elektropneumatisch oder elektrisch geöffnet. Die Länge des Ansaugtraktes wird somit an die höhere Gaswechselfrequenz angepasst, und die kürzeren Ansaugwege ermöglichen auch einen höheren Gasdurchsatz.
Wenn die Einlasssteuerzeit mit der Frequenz der Gasschwingung übereinstimmt, kommt es zur Resonanz. Diese bewirkt, angeregt durch den Rhythmus der Ansaugtakte der Zylindergruppe, eine zusätzliche Drucksteigerung. Bei mittleren Drehzahlen bewirken lange Saugrohre in Verbindung mit einem Resonanzbehälter lange schwingende Gassäulen mit großem Druck vor dem Einlassventil. In diesem Drehzahlbereich bewirkt die Resonanzschwingung eine Aufladung und damit eine bessere Füllung. Die Bildung von Zylindergruppen vermeidet eine Überschneidung der Strömungsvorgänge durch den in der Zündfolge nächsten Zylinder. Jeder Resonanzbehälter ist deshalb an einem Resonanzsaugrohr angeschlossen.
Verwendet wurden solche Systeme unter anderem von Lancia, Ford, Audi und BMW. BMW verwendete dieses Prinzip bereits in den 1950er Jahren bei Motorradmotoren. Bei der R25/3 war das Ansaugrohr aufgrund der notwendigen Länge durch den Tank geführt. Es ergab sich eine Leistungssteigerung um 1 PS gegenüber dem Vorgängermodell R25/2, das dieses Schwingrohr nicht aufwies. Besonders effizient war dieses Prinzip beim Wankelmotor: Aufgrund der fehlenden Einlassventile konnte beim NSU Spider mit passender Ausführung des Ansaugtraktes bereits Anfang der 1960er Jahre Liefergrade (das ist das Verhältnis der angesaugten Frischgemischmenge zur aufgrund des Hubraums möglichen Menge) von über Eins erreicht werden.
Bei Zweitaktmotoren erfolgt die Resonanzaufladung durch die Abgasschwingungen im Auspufftrakt, einem sogenannten Resonanzauspuff. Dieser ist so gestaltet, dass im Bereich des maximalen Drehmoments mehr Frischgas aus dem Kurbelgehäuse gesaugt wird, als durch die alleinige Verdrängung des Kolbens in den Zylinder strömen könnte. Das überschüssige Frischgas strömt dabei zunächst in den Auspufftrakt und wäre damit als Spülverlust verloren, wird aber im Bereich der Resonanz von der am Gegenkonus des Auspuffs reflektierten Druckwelle in den Zylinder zurückgedrückt. Durch diesen Aufladungseffekt ergibt sich, bei maximaler Leistungsausbeute, ein sehr schmales nutzbares Drehzahlband, das nur im Motorsport verwendbar ist. Diese Art der Resonanzaufladung ist üblicherweise auf kleine Einzelhubräume beschränkt, da jeder Verbrennungsraum einen eigenen, relativ voluminösen Auspuff benötigt.

### Sonstige
Es gibt noch eine Vielzahl weiterer Konstruktionen, die allerdings eher als technische Konzepte – fast ausschließlich als mechanische Lader – existieren und in der Praxis kaum Bedeutung erlangt haben. Nennenswert ist noch der Schraubenlader, an dessen Weiterentwicklung derzeit  gearbeitet wird. Ansonsten kommen zur weiteren Leistungssteigerung technische Detailverbesserungen und verschiedene Kombinationen der genannten Lader zum Einsatz, wie z. B. die variable Einlasssteuerung, Anordnungen mehrerer Lader parallel oder seriell (Register-, Kaskadenaufladung) und andere. Bei Rennfahrzeugen und einigen Serienmotorrädern wird zum Teil eine Leistungssteigerung durch Ram-Air-Systeme mit speziellen Ansaugöffnungen erreicht, die bei hohen Geschwindigkeiten den Staudruck der Luft zur Steigerung der Luftzufuhr ausnutzen.

## Ladeluftkühlung

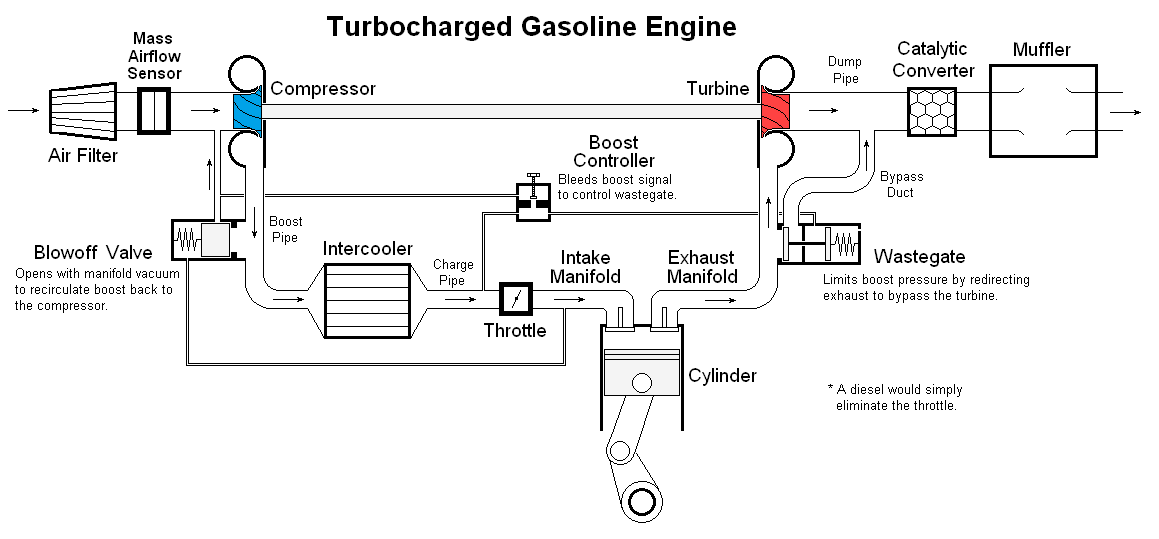
Turbolader: System-Anordnung für aufgeladenen Otto-Motor (für Diesel-Motor ohne Drosselklappe)

Die Leistung eines Motors ist proportional dem Luftdurchsatz, die der Motor ansaugt. Dieser wiederum ist proportional der Luftdichte. Durch die o. g. Methoden der Aufladung wird deshalb der Durchsatz gesteigert. Da durch die Verdichtung der Luft deren Temperatur ansteigt und die Dichte sinkt, wäre der Effekt der Aufladung gemindert. Durch Ladeluftkühler (engl. „Intercooler“) wird dem entgegengewirkt. Die mit sinkender Temperatur verbundene Dichtesteigerung wird in höhere Leistung umgesetzt, der Wirkungsgrad wird gesteigert und die niedrigere Prozesstemperatur senkt die thermische Belastung des Motors. Auch der NOx-Gehalt wird durch die niedrigere Gastemperatur gesenkt und die zulässige Verdichtung des Motors bei gleichem Abstand zur Klopfgrenze erhöht.

## Wirtschaftliche Betrachtungen
Otto- und Dieselmotor unterscheiden sich grundsätzlich im Arbeitsverfahren.
Ottomotoren mit geregeltem Katalysator benötigen ein genau definiertes Verhältnis von Kraftstoff- und Luftmenge, das möglichst wenig vom theoretischen stöchiometrischen Verhältnis abweichen darf (siehe Lambdaregelung). Bei höherer Luftmenge steigt die benötigte Kraftstoffmenge proportional dazu. Die Verdichtung des Ottomotors ist wegen der unerwünschten Selbstentzündung begrenzt. Aus diesem Grund muss bei aufgeladenen Ottomotoren das Verdichtungsverhältnis herabgesetzt werden.
Der Dieselmotor arbeitet immer mit Luftüberschuss. Eine Erhöhung der Luftmenge ohne gleichzeitige Erhöhung der Kraftstoffmenge hat, anders als bei einem Ottomotor mit geregeltem Katalysator, keine negativen Auswirkungen auf die Abgaswerte. Die neueren Abgasnormen lassen sich ferner nur durch hohen Luftüberschuss erfüllen, dieser wiederum lässt sich ohne starken Drehmomentverlust nur durch Einsatz eines Laders erzielen. Die Verdichtung von Dieselmotoren ist höher, sie können mit der für den Wirkungsgrad günstigsten Verdichtung betrieben werden, die bei aufgeladenen Motoren mit Direkteinspritzung etwa bei 16:1 liegt. Weltweit haben fast alle neu zugelassenen Diesel-Pkw aufgeladene Motoren, da der vom besseren thermodynamische Wirkungsgrad bedingte, niedrige Kraftstoffverbrauch Kosten spart und zu niedrigerem CO2-Ausstoß führt. Aus demselben Grund werden alle Diesel-LKW und Schiffsdiesel seit langem mit Ladern ausgeliefert.
Erst seit den 1990er Jahren, mit der Entwicklung leistungsfähiger digitaler Motorsteuerungen und kleiner, leichter und in Wirkungsgrad und Lebensdauer verbesserter Lader, wird die Motoraufladung (zusammen mit anderen Maßnahmen) in größerem Umfang bei Serien-Pkw angewendet.